# Plataforma de desenvolvimento de baixo código
Uma plataforma de desenvolvimento de baixo código ou low-code (LCDP) fornece um ambiente de desenvolvimento usado para criar software de aplicativo por meio de uma interface gráfica de usuário. Uma plataforma de baixa codificação pode produzir aplicativos totalmente operacionais ou exigir codificação adicional para situações específicas. As plataformas de desenvolvimento low-code podem reduzir a quantidade de tempo tradicional gasto, permitindo a entrega acelerada de aplicativos de negócios. Um benefício comum é que uma gama mais ampla de pessoas pode contribuir para o desenvolvimento do aplicativo – não apenas aqueles com habilidades de codificação, mas que exigem uma boa governança para poder aderir a regras e regulamentos comuns. Os LCDPs também podem reduzir o custo inicial de configuração, treinamento, implantação e manutenção.
As plataformas de desenvolvimento low-code têm suas raízes na linguagem de programação de quarta geração e nas ferramentas de desenvolvimento rápido de aplicativos dos anos 1990 e início dos anos 2000. Semelhante a esses ambientes de desenvolvimento predecessores, os LCDPs são baseados nos princípios de design orientado a modelos, geração automática de código e programação visual. O conceito de desenvolvimento de usuário final também existia anteriormente, embora os LCDPs trouxessem algumas novas maneiras de abordar esse desenvolvimento. O mercado de plataformas de desenvolvimento low-code remonta a 2011. O nome específico "low-code" não foi apresentado até 9 de junho de 2014, quando foi usado pelo analista da indústria Forrester Research. Juntamente com as plataformas de desenvolvimento sem código, o low-code foi descrito como "extraordinariamente disruptivo" na revista Forbes em 2017.

## Uso
Como resultado da revolução dos microcomputadores, as empresas implantaram computadores amplamente em suas bases de funcionários, permitindo uma ampla automação de processos de negócios usando software. A necessidade de automação de software e novos aplicativos para processos de negócios exige que os desenvolvedores de software criem aplicativos personalizados em volume, adaptando-os às necessidades exclusivas das organizações. As plataformas de desenvolvimento low-code foram desenvolvidas como um meio para permitir a criação e o uso rápidos de aplicativos de trabalho que podem atender às necessidades específicas de processos e dados da organização.

## Recepção
A empresa de pesquisa Forrester estimou em 2016 que o mercado total de plataformas de desenvolvimento low-code cresceria para US$ 15,5 bilhões até 2020. Os segmentos de mercado incluem banco de dados, manipulação de solicitações, plataformas móveis, de processo e de uso geral de baixo código.
O crescimento do mercado de desenvolvimento de código baixo pode ser atribuído à sua flexibilidade e facilidade. As plataformas de desenvolvimento low-code estão mudando o foco para o propósito geral dos aplicativos, com a capacidade de adicionar código personalizado quando necessário ou desejado.
A acessibilidade móvel é um dos fatores determinantes do uso de plataformas de desenvolvimento low-code. Em vez de os desenvolvedores terem que gastar tempo criando software para vários dispositivos, os pacotes Low-code geralmente vêm com esse padrão de recurso.
Como eles exigem menos conhecimento de codificação, praticamente qualquer pessoa em um ambiente de desenvolvimento de software pode aprender a usar uma plataforma de desenvolvimento de baixo código. Recursos como interfaces de arrastar e soltar ajudam os usuários a visualizar e construir o aplicativo.

## Preocupações de segurança e conformidade
As preocupações com a segurança e a conformidade da plataforma de desenvolvimento de baixo código estão crescendo, especialmente para aplicativos que usam dados do consumidor. Pode haver preocupações com a segurança dos aplicativos criados tão rapidamente e a possível falta de governança adequada, levando a problemas de conformidade. No entanto, aplicativos de baixo código também alimentam inovações de segurança. Com o desenvolvimento contínuo de aplicativos em mente, fica mais fácil criar fluxos de trabalho de dados seguros. Ainda assim, permanece o fato de que plataformas de desenvolvimento low-code que não se aplicam e aderem estritamente à Teoria de Sistemas Normalizados não resolvem o desafio de aumentar a complexidade devido a mudanças.

## Críticas
Alguns profissionais de TI questionam se as plataformas de desenvolvimento low-code são adequadas para aplicativos corporativos de grande escala e de missão crítica. Outros questionaram se essas plataformas realmente tornam o desenvolvimento mais barato ou mais fácil. Além disso, alguns CIOs expressaram preocupação de que a adoção de plataformas de desenvolvimento low-code internamente poderia levar a um aumento de aplicativos não suportados criados por shadow IT.